# لعب دور الضحية
تمثيل دور الضحية (المعروف أيضًا باسم لعب دور الضحية أو الإحساس بالوقوع ضحية) هو اصطناع الوقوع ضحية لمجموعة متنوعة من الأسباب مثل تبرير تعسف الآخرين أو تلاعب الآخرين أو إستراتيجية تأقلم أو طلب اهتمام الآخرين.

## بواسطة المتعسفين
يكون لعب دور الضحية بواسطة المتعسفين من أجل:
- تحويل الانتباه بعيدًا عن تصرفات التعسف من خلال الادعاء أن التعسف كان مبررًا بناءً على سلوك سيىء قام به شخص آخر (عادةً ما يكون الضحية)
- التماس التعاطف من الآخرين من أجل الحصول على مساعدتهم في دعم أو تمكين التعسف تجاه ضحية ما (ما يعرف باسم التعسف بالوكالة).

ومن الشائع أن يشارك المتعسفون في لعب دور الضحية. فهذا يخدم غرضين:
- تبرير لأنفسهم – كطريقة للتعامل مع نظرية التنافر التي تنتج عن مظاهر عدم التناسق بين طريقة تعاملهم مع الآخرين وما يعتقدونه حول أنفسهم.
- التبرير للآخرين – كطريقة للهروب من الحكم القاسي أو الإدانة التي قد يخافون أن يوجهها الآخرون إليهم.

## بواسطة المتلاعبين
كثيرًا ما يمثل المتلاعبون دور الضحية («المسكين أنا») من خلال تجسيد أنفسهم كضحايا للظروف أو لتصرفات شخص آخر من أجل الحصول على الشفقة أو التعاطف أو تحفيز شفقة الآخرين ومن ثم الحصول على شيء ما منهم. لا يستطيع الأشخاص المهتمون بغيرهم وأصحاب الضمير الحي تحمل رؤية أي شخص يعاني، وغالبًا ما يجد المتلاعب أنه من السهل والمربح أن يلعب على وتر التعاطف للحصول على تعاونهم.

## أنواع أخرى
يعتبر لعب دور الضحية أيضًا:
- وسيلة لجذب الانتباه (انظر على سبيل المثال متلازمة مونخهاوزن ومتلازمة مونخهاوزن بالوكالة ومتلازمة مونخهاوزن عبر الإنترنت).
- إستراتيجية يلجأ إليها مدمنو الكحول لاستثارة النقد البناء أو الإنقاذ أو تصرف يعزز إمكاناتهم من جانب الآخرين[2]

## في الحياة المادية
لقد دخلت لغة «لعب دور الضحية» إلى الحياة المادية الحديثة، مع تعبير النقاد عن «الإحباط الذي يحيط بمحترفين ذوي كفاءات عالية لعبوا بشكل دائم دور الضحية في كل جانب من حياتهم العملية تقريبًا...فالخطأ دائمًا منسوب لشخص آخر». إن تبنى موقفا قائما على أنه «عندما يلعب شخص ما دور الضحية، فإنه يتصرف كما لو كان عاجزًا وغير مسؤول عن تصرفاته الشخصية...غير مسؤول وغير أمين»، قد يكون استجابة إتاحة إمكانات، كما قد تكون كذلك معرفة أن «الأفراد الذين لديهم مشكلات حدودية سوف يلعبون دور الضحية ويتوقعون منك التصرف بطريقة معينة غير معلنة بناءً على كيفية معاملة أحد أولياء أمورهم أو أشقائهم لهم».
ربما يكون الخطر هنا هو أنه في ذروة نشاط السياسات المكتبية، فقد تتم إساءة استغلال المصطلح لمعاقبة من يطبق عليهم أو تحويلهم إلى ضحايا، بناءً على مبدأ دوستويفسكي الشهير «السكين التي تقطع في كلا الاتجاهين»: كما حذر فرويد منذ فترة طويلة بشأن إضفاء الصبغة السياسية على اللغة العلاجية وأن «استخدام التحليل كسلاح للجدل من الواضح أنه لن يؤدي إلى اتخاذ أي قرار».

## التحليل على مستوى المعاملات
لقد كرس التحليل على مستوى المعاملات قدرًا كبيرًا من الاهتمام بفكرة تبني دور «الضحية»، بشكل متميز عن الضحية الفعلية. فمصطلح «الضحية» يشير إلى شخص ما يتصرف بشكل غير حقيقي كما لو أنه يتحول إلى ضحية في مواقف تتوفر لديه فيها بالفعل فرص معقولة لتبديل الموقف تمامًا". إريك بيرني قام مبكرًا باستكشاف لعبة "انظر كيف حاولت بقوة" - مع لعبها من منظورين مختلفين: "أنا عاجز" أو "أنا بريء" - وكذلك لعبة "الساق الخشبية"، التي تتسم بـ "ذرائع مثل: ما الذي تتوقعه من رجل (أ) جاء من منزل محطم أو (ب) مضطرب عصبيًا أو (ج) خاضع للتحليل أو (د) يعاني من مرض يسمى إدمان الكحول"
وبعد ذلك ساهم التحليل على مستوى المعاملات في تطوير فكرة مثلث كاربمان للدراما، مع تبديل الأدوار بين «الضحية» و«المضطهد» و«المنقذ». «جوديث (تتحدث بلسان ضحية المشكلات العاطفية): أنقذني. الدكتور كيو (يتحدث كمنقذ): سوف أنقذك. جوديث (تتحول إلى دور المضطهد): رجل حكيم!»
آر دي لاينج اعتبر أنه "سيكون من الصعب أن نحدد بشكل عملي ما إذا كانت أي علاقة تآمرية وإلى أي درجة" - عندما يكون "الشخص الواحد هو «الضحية» السلبية بشكل سائد وعندما يلعب دور الضحية فحسب. وتزداد صعوبة المشكلة بمجرد أن يصبح نمط التحول إلى ضحية شعور داخلي لدى الشخص - على سبيل المثال، "عندما يتعلم الضحية إدراك الكون من حوله بمصطلحات المأزق المزدوج".

## علاقات العناصر
عملت نظرية علاقات العناصر على استكشاف تأثير الذات الزائفة على الشخصيات المضطربة عصبيًا، وذلك من ناحية "تأثيرات المصدر المتعارض. فدائمًا ما يتم التداخل مع عمليات عقل هذه الشخصيات وتنفصل عن مصدر التصرف، ولهذا فهم دائمًا ضحايا". يؤكد واضعو النظريات هؤلاء على أنه "إذا انشغل المرء...[بأمر] الذات الزائفة، فإن الإحساس بأن المرء يعيش حياته الخاصة يقل ليشعر أنه تحت رحمة القدر. بالإضافة إلى ذلك، "عندما تكون الشخصية ضحية للمصدر المتعارض، فإن المرء يشعر بأنه ضحية للضغوط الخارجية...إنه إدراك خاطئ لعلاقتي الداخلية بالشيء الآخر. لا يوجد مستجيب داخلي".
إن التغلب على «السحر الذي قيدتك به عقدة» والهروب من سلبية الشعور بالتحول إلى ضحية يتطلب منك أن «تتحلى بقدر كبير من الصبر والتحمل من أجل تحمل المسؤولية عن رغباتك وعدم لوم شخص آخر بسبب تخليه عنك قبل أن تحاول أنت بشكل كامل».